# Zinho
Zinho, właśc. Crizam César de Oliveira Filho (wym. [ˈziɲu]; ur. 17 czerwca 1967 roku w Nova Iguaçu) – brazylijski piłkarz występujący na pozycji pomocnika; Mistrz Świata z 1994 roku.
Nigdy nie grał w Europie, ale reprezentował barwy największych klubów brazylijskich: CR Flamengo (w latach 1986–1992, 2004–2005), SE Palmeiras (1992–1994, 1997–1999, 2002–2003), oraz Cruzeiro EC (2003). W latach 1995–1997 był zawodnikiem japońskiego Yokohama Flugels. Od marca 2006 roku w Miami FC, gdzie występuje m.in. razem z partnerem z mistrzowskiej drużyny MŚ 1994 – Romário.
Najbardziej utytułowany piłkarz w historii ligi brazylijskiej od momentu unifikacji rozgrywek stanowych w 1971 roku. Jako jeden z zaledwie dwóch piłkarzy pięć razy sięgał po mistrzostwo kraju (z CR Flamengo w latach 1987, 1992, 2004 oraz z SE Palmeiras w latach 1993, 1994). Triumfator Copa Libertadores (z Palmeiras w 1999 roku).
W reprezentacji Brazylii rozegrał 55 spotkań (w latach 1989–1998), zdobył 7 bramek. Uczestnik finałów Mistrzostw Świata w 1994 roku. Wystąpił w podstawowym składzie we wszystkich siedmiu meczach turnieju. Cztery lata później nie znalazł się w kadrze na mundial we Francji, przede wszystkim wskutek polityki odmłodzenia reprezentacji przez ówczesnego trenera Mario Zagallo.